# Вертіївка (Богодухівський район)
Верті́ївка — село у Богодухівській міській громаді Богодухівського району Харківської області України.

## Географія
Село Вертіївка знаходиться на обох берегах річки Криворотівка. На річці кілька загат. За 6 км розташоване село Сазоно-Баланівка. Нижче за течією примикає село Тернова. На відстані ~ 2 км розташовані залізничні станції Буклевське, Газове та Мерчик. Навколо села кілька лісових масивів.

## Історія
Село вперше згадується у 1680 році.
За даними на 1864 рік у власницькому селі Харківського повіту мешкало 1688 осіб (105 чоловічої статі та 99 — жіночої), налічувалось 25 дворових господарства, існували православна церква, винокуренний та цегельний заводи.
Станом на 1914 рік село було центром Вертіївської волості, кількість мешканців зросла до 5926 осіб.
Село постраждало внаслідок геноциду українського народу, проведеного урядом СССР в 1932—1933 роках, кількість встановлених жертв −130 людей.
12 червня 2020 року, відповідно до розпорядження Кабінету Міністрів України № 725-р «Про визначення адміністративних центрів та затвердження територій територіальних громад Харківської області», село увійшло до Богодухівської міської громади.
19 липня 2020 року, в результаті адміністративно-територіальної реформи та ліквідації Богодухівського району (1923—2020), село увійшло до складу новоутвореного Богодухівського району Харківської області.